# Mercedes Peris
Mercedes Peris Minguet (Valencia, 5 gennaio 1985) è un'ex nuotatrice spagnola, specializzata nel dorso.

## Palmarès
- Mondiali in vasca corta

Dubai 2010: bronzo nei 50m dorso.
- Europei

Budapest 2010: bronzo nei 50m dorso.
Debrecen 2012: oro nei 50m dorso.
- Giochi del Mediterraneo

Almería 2005: argento nei 100m dorso e nella 4x100m misti e bronzo nei 50m dorso.
Pescara 2009: argento nei 50m dorso.